# Mägo de Oz

Logo hudební skupiny

Mägo de Oz (česky Čaroděj ze země Oz) je španělská folk a heavy metalová skupina. Kromě zmíněného metalu hraje také hard rock, power metal, arena rock, progressive rock a pagan metal. Skupina pochází ze čtvrti Begoña v Madridu a založil ji v roce 1989 Txus di Fellatio.

## Historie
Skupina byla založena v květnu 1989 bubeníkem Txusem di Fellatiem. Původní název skupiny byl Transilvania, podle stejnojmenné instrumentální písně od skupiny Iron Maiden, která byla jejich vzorem. Jejich hudba byla otevřená všem hudebním stylum, přesto jejich hlavním stylem byl celtic a pagan metal. První album dostalo název Mägo de Oz. Název alba nakonec použili i ke svému přejmenování. Album však nezaznamenalo úspěch. Ze skupiny odešli někteří hráči. Charlieho nahradil Carlitos. Na akustickou kytaru a doprovodné vokály Chema nahradil Frank a ve zpěvu a klávesách Juanmana nahradil José Andrea.
Téhož roku vydali další album, které se jmenovalo Jesús de Chamberí. Tématem byl návrat Ježíše do okolí Madridu. Tímto albem si získali popularitu.

## Členové kapely

### Současní
- Patricia Tapia – ženské vokály
- Carlitos – sólová kytara a doprovodné vokály
- Frank – rytmická, akustická kytara a doprovodné vokály
- Fernando Mainer – basová kytara
- Txus – bicí, perkuse a vokály
- Mohamed – housle, viola a doprovodné vokály
- Javi Diez – klávesy, klavír, akordeon
- Josema Pizarro – flétny a zpěv
- Zeta – zpěv

### Původní
- Txus – bubny a doprovodné vokály
- Mohamed – housle
- Charlie – vedoucí kytara
- Chema – sólová kytara
- Salva – basová kytara
- Juanma – hlavní zpěvák

## Diskografie
- Mägo de Oz (1994)
- Jesús de Chamberí (1996)
- La Leyenda de la Mancha (1998)
- Finisterra (2000)
- Gaia (2003)
- Belfast (2004)
- Gaia II: La Voz Dormida (2005)
- La Ciudad de los Arboles (2007)
- Gaia III: Atlantia (2010)
- Gaia: Epílogo (2010)
- Hechizos, pócimas y Brujeria (2012)
- Ilussia (2014)